# Pachydactylus maraisi
Pachydactylus maraisi — вид геконоподібних ящірок родини геконових (Gekkonidae). Ендемік Намібії.

## Поширення і екологія
Pachydactylus maraisi мешкають на західному узбережжі Намібії, від Свакопмунда до миса Кейп-Крос, зокрема в районі Влоцкасбакена. Вони живуть в пустелі Наміб, у вузькій прибережній смузі шириною кілька кілометрів, в тріщинах серед чорних і сірих долеритових валунів.

## Збереження
МСОП класифікує стан збереження цього виду як близький до загрозливого. Pachydactylus maraisi загрожує знищення природного середовища.